# Gianni Monduzzi
Gianni Monduzzi (Bologna, 21 luglio 1946) è uno scrittore, giornalista e editore italiano.

## Biografia
Dopo aver conseguito la laurea in medicina intraprende la carriera di editore, fondando nel 1968 la Monduzzi Editore, specializzata in materiale accademico. Dal 1984 si dedica all'attività di umorista; i suoi libri sono stati pubblicati dalla Mondadori.
Dal 2000 al 2004 è stato Assessore alle Politiche Giovanili, Sicurezza, Polizia Municipale e Protezione Civile del Comune di Bologna per la giunta di Giorgio Guazzaloca.

## Opere
Qui di seguito le opere pubblicate:
- Romanzo totale - 1981 - Collana Umoristica Montecitrullo
- Il manuale della Playgirl - 1984 - Mondadori
- Il morbo di Monduz - 1988 - Mondadori
- Manuale per difendersi dalla mamma - 1992 - Mondadori
- Della donna non si butta via niente (con 21 ricette per cucinarla) - 1994 - Mondadori
- Orgasmo e pregiudizio - 1997 - Mondadori
- Salire al cielo fermando le donne in ascensore - 2004 - Marsilio